# Drepanogynis pero
Drepanogynis pero là một loài bướm đêm trong họ Geometridae.